# 尼加拉瓜中央大學
尼加拉瓜中央大學（西班牙語：Universidad Central de Nicaragua, UCN），是尼加拉瓜首都馬拿瓜的一所非營利私立大學及研究型大學。該大學被聯合國大學教育，科學及文化組織（聯合國教科文組織）的國際大學協會認可。該大學被 國際大學協會 列入聯合國出版的國際認可大學手冊中。

## 歷史
該校創立於1998年，獲尼加拉瓜政府教育部通過法案獲得大學地位，並在尼加拉瓜國家高等教育委員會（Consejo Nacional de Universidades）的批准及認可，擁有自行評審權力，授權發展及頒發學士學位及研究學位。 該校同時在2013年至2017年獲得英國評審機構, Accreditation Service for International School, Colleges and Universities(ASIC) 高級組別認可大學。
該校乃非牟利營辦，並舉辦本地及國際生課程。

## 学院
- 醫學和健康科學學院 - 課程：醫學與外科，藥學，心理學，健康科學，環境科學。[7]
- 經濟和公共行政科學學院 - 課程：會計與審計，經濟學，管理，市場營銷，銀行，旅遊和酒店管理。
- 法學和社會科學學院 - 課程：法律，國際關係和對外貿易，國際商務。
- 工程學系學院 - 課程：系統工程。
- 獸醫學院 - 課程：獸醫。[8]
- 心理學學院 - 課程：臨床心理學，教練心理學，商業心理學，神經語言心理學，健康與心理治療。
- 環境與廢物處理管理學院 - [9] 是大學附屬學院，主要提供環境保護及廢物處理管理課程予全球學者修讀。該學院提供一系列特定課程，包括環境審核及管理學，生態管理學，廢物及污水處理學，清潔技術，修護技術及能源管理學等。